# Roy Black/Diskografie
Diese Diskografie ist eine Übersicht über die musikalischen Werke des deutschen Schlagersängers Roy Black. Den Quellenangaben zufolge verkaufte er bisher mehr als 25 Millionen Tonträger. Seine erfolgreichste Veröffentlichung ist die Single Ganz in Weiß mit über 2,5 Millionen verkauften Einheiten, davon alleine in Deutschland über eine Million, womit sie zu den meistverkauften Singles in Deutschland zählt.

## Alben

### Studioalben
| Jahr | Titel                           | Höchstplatzierung, Gesamtwochen/‑monate, AuszeichnungChartplatzierungen (Jahr, Titel, Platzierungen, Wochen/Monate, Auszeichnungen, Anmerkungen) | Höchstplatzierung, Gesamtwochen/‑monate, AuszeichnungChartplatzierungen (Jahr, Titel, Platzierungen, Wochen/Monate, Auszeichnungen, Anmerkungen) | Höchstplatzierung, Gesamtwochen/‑monate, AuszeichnungChartplatzierungen (Jahr, Titel, Platzierungen, Wochen/Monate, Auszeichnungen, Anmerkungen) | Anmerkungen                                               |
| Jahr | Titel                           | DE | AT | CH | Anmerkungen                                               |
| ---- | ------------------------------- | --- | --- | --- | --------------------------------------------------------- |
| 1966 | Roy Black                       | DE2 (13 Mt.)DE | — | — | Erstveröffentlichung: Oktober 1966                        |
| 1967 | Roy Black 2                     | DE1 (11 Mt.)DE | — | — | Erstveröffentlichung: Oktober 1967                        |
| 1968 | Ich denk’ an Dich               | DE5 (12 Mt.)DE | — | — | Erstveröffentlichung: 15. Oktober 1968                    |
| 1969 | Ich hab’ Dich lieb              | DE5 (7 Mt.)DE | — | — | Erstveröffentlichung: April 1969                          |
| 1969 | Concerto d’amour                | DE6 (6 Mt.)DE | — | — | Erstveröffentlichung: November 1969                       |
| 1970 | Im Land der Lieder              | DE38 (1 Mt.)DE | — | — | Erstveröffentlichung: Mai 1970                            |
| 1970 | Für Dich allein                 | — | — | — | Erstveröffentlichung: 1970                                |
| 1970 | Mein schönstes Wunschkonzert    | — | — | — | Erstveröffentlichung: 1970                                |
| 1971 | Wo bist Du?                     | DE24 (8 Mt.)DE | — | — | Erstveröffentlichung: Februar 1971                        |
| 1971 | Eine Liebesgeschichte           | DE23 (4 Mt.)DE | — | — | Erstveröffentlichung: Oktober 1971                        |
| 1972 | Träume in Samt und Seide        | DE35 (2 Mt.)DE | — | — | Erstveröffentlichung: September 1972                      |
| 1972 | Wunderbar ist die Welt          | — | — | — | Erstveröffentlichung: 1972                                |
| 1973 | Grün ist die Heide              | DE38 (2 Mt.)DE | — | — | Erstveröffentlichung: März 1973                           |
| 1973 | Hier und mit Dir                | — | — | — | Erstveröffentlichung: 1973                                |
| 1974 | Roy Black und die Fischer-Chöre | — | — | — | Erstveröffentlichung: 1974 mit den Fischer-Chören         |
| 1976 | Liebe wie sie Dir gefällt       | — | — | — | Erstveröffentlichung: 1976                                |
| 1978 | Neue Lieder                     | — | — | — | Erstveröffentlichung: 1978                                |
| 1983 | Roy Black                       | — | — | — | Erstveröffentlichung: 1983                                |
| 1984 | Dafür dank’ ich Dir             | — | — | — | Erstveröffentlichung: 1984                                |
| 1986 | Gefühle                         | — | — | — | Erstveröffentlichung: 1986                                |
| 1986 | Herzblut                        | — | — | — | Erstveröffentlichung: 17. Februar 1986                    |
| 1988 | Schwarz auf weiß                | — | — | — | Erstveröffentlichung: 5. August 1988                      |
| 1989 | Ein Hauch von Sinnlichkeit      | — | — | — | Erstveröffentlichung: 13. November 1989                   |
| 1990 | Zeit für Zärtlichkeit           | — | AT— GoldAT | — | Erstveröffentlichung: 26. Oktober 1990 Verkäufe: + 25.000 |
| 1991 | Rosenzeit                       | DE5 Platin · (24 Wo.)DE | AT10 Gold · (18 Wo.)AT | CH15 (7 Wo.)CH | Erstveröffentlichung: 23. August 1991 Verkäufe: + 525.000 |

grau schraffiert: keine Chartdaten aus diesem Jahr verfügbar

#### Mitwirkung
- 1967: Hello Dolly
- 1968: Die Blume von Hawaii
- 1969: Gräfin Mariza
- 1981: So schön wie heut’, so müsst’ es bleiben (Neuaufnahme von Das Mädchen Carina)
- 1983: Schlagerfestival (Dennie Christian & Roy Black)
- 1988: Das große deutsche Schlagerfestival der 70er Jahre (Neuaufnahme von Dein schönstes Geschenk)
- 1992: Mein Traum (posthum, Originalaufnahmen gemischt mit Neueinspielungen des Philharmonic Sound Orchestra)

### Livealben
| Jahr | Titel                     | Höchstplatzierung, Gesamtwochen/‑monate, AuszeichnungChartplatzierungen (Jahr, Titel, Platzierungen, Wochen/Monate, Auszeichnungen, Anmerkungen) | Höchstplatzierung, Gesamtwochen/‑monate, AuszeichnungChartplatzierungen (Jahr, Titel, Platzierungen, Wochen/Monate, Auszeichnungen, Anmerkungen) | Höchstplatzierung, Gesamtwochen/‑monate, AuszeichnungChartplatzierungen (Jahr, Titel, Platzierungen, Wochen/Monate, Auszeichnungen, Anmerkungen) | Anmerkungen                                                                    |
| Jahr | Titel                     | DE | AT | CH | Anmerkungen                                                                    |
| ---- | ------------------------- | --- | --- | --- | ------------------------------------------------------------------------------ |
| 1969 | Ein Abend mit Roy Black   | DE23 (2 Mt.)DE | — | — | Erstveröffentlichung: November 1969                                            |
| 2011 | The Last Rock‘n’Roll Show | — | — | — | Live-Aufnahme vom 26. Dezember 1964 Erstveröffentlichung: 2011 mit The Cannons |
| 2016 | Live in Bielefeld         | — | — | — | Live-Aufnahme von 1969 Erstveröffentlichung: 2016                              |

grau schraffiert: keine Chartdaten aus diesem Jahr verfügbar

### Kompilationen
| Jahr | Titel                                            | Höchstplatzierung, Gesamtwochen/‑monate, AuszeichnungChartplatzierungen (Jahr, Titel, Platzierungen, Wochen/Monate, Auszeichnungen, Anmerkungen) | Höchstplatzierung, Gesamtwochen/‑monate, AuszeichnungChartplatzierungen (Jahr, Titel, Platzierungen, Wochen/Monate, Auszeichnungen, Anmerkungen) | Höchstplatzierung, Gesamtwochen/‑monate, AuszeichnungChartplatzierungen (Jahr, Titel, Platzierungen, Wochen/Monate, Auszeichnungen, Anmerkungen) | Anmerkungen                                                     |
| Jahr | Titel                                            | DE | AT | CH | Anmerkungen                                                     |
| ---- | ------------------------------------------------ | --- | --- | --- | --------------------------------------------------------------- |
| 1970 | Seine großen Erfolge                             | DE27 (6 Mt.)DE | — | — | Erstveröffentlichung: März 1970                                 |
| 1972 | Schön ist es, auf der Welt zu sein               | DE37 (1 Mt.)DE | — | — | Erstveröffentlichung: Mai 1972 mit Anita und den Fischer-Chören |
| 1973 | Roy Black und seine 11 Löwen von Radio Luxemburg | DE43 (1 Mt.)DE | — | — | Erstveröffentlichung: Juli 1973                                 |
| 1990 | Ganz in weiß                                     | — | AT24 (9 Wo.)AT | — | Erstveröffentlichung: 6. März 1990                              |
| 1991 | Für dich allein (1991)                           | DE36 Gold · (17 Wo.)DE | AT16 Gold · (16 Wo.)AT | — | Erstveröffentlichung: November 1991 Verkäufe: + 275.000         |
| 1992 | Samtweich                                        | DE42 (9 Wo.)DE | AT30 (5 Wo.)AT | — | Erstveröffentlichung: Februar 1992                              |
| 2001 | Halt mich in Erinnerung                          | DE69 (3 Wo.)DE | — | — | Erstveröffentlichung: 17. September 2001                        |
| 2001 | Unvergänglich – Das Beste 2001                   | DE78 (3 Wo.)DE | — | — | Erstveröffentlichung: 17. September 2001                        |
| 2021 | Nie vergessen! – Die größten Hits einer Legende  | DE52 (1 Wo.)DE | — | — | Erstveröffentlichung: 29. Januar 2021                           |

grau schraffiert: keine Chartdaten aus diesem Jahr verfügbar
Weitere Kompilationen (Auswahl)
- 1968: Sag Du zu mir
- 1977: Ganz in weiß (1977)
- 1978: Stargala
- 1978: Gestern / Heute
- 1984: Roy Black singt Ihre Lieblings-Hits
- 1985: Mona
- 1985: Ausgewählte Goldstücke
- 1986: Stargalerie
- 1988: Meine großen Erfolge – Stargalerie
- 1989: Ganz in weiß (1989)
- 1990: Das große deutsche Schlager-Archiv (mit Peter Beil)
- 1991: Star Collection – Ich denk’ an Dich
- 1991: Zärtlichkeiten
- 1992: Wer Gefühle zeigt
- 1992: Meine Lieder – Meine Gefühle
- 1993: Meisterstücke
- 1995: Schön ist es auf der Welt zu sein (1995)
- 1996: Meine schönsten Erfolge
- 1996: Star Gold – Die großen Erfolge
- 1996: Walter Höllerich: Mein Bruder Roy
- 1998: Best of
- 1999: Seine schönsten Melodien
- 1999: Wanderjahre
- 2003: Erinnerungen an Roy Black zu seinem 60. Geburtstag
- 2004: Portrait: Gold Serie
- 2004: Die 3 großen Schlager-Legenden (mit Vico Torriani & Rex Gildo)
- 2005: Gefühle
- 2005: Ganz in weiß (2005)
- 2007: Star Edition
- 2007: Schlagerjuwelen – Seine großen Erfolge
- 2009: Schlager Platin Edition
- 2010: Glanz Lichter
- 2010: Schön ist es auf der Welt zu sein (mit Anita)
- 2011: Große Erfolge
- 2011: Du bist nicht allein – Hits und Perlen
- 2011: Best of
- 2015: 20 unvergessene Hits
- 2015: Ich find’ Schlager toll
- 2017: Große Erfolge (inkl. der bisher unveröffentlichten Aufnahme Sie ist nicht mehr da)

### EPs
- 1966: Ganz in weiß
- 1968: Bleib bei mir

### Weihnachtsalben
| Jahr | Titel                       | Höchstplatzierung, Gesamtwochen/‑monate, AuszeichnungChartplatzierungen (Jahr, Titel, Platzierungen, Wochen/Monate, Auszeichnungen, Anmerkungen) | Höchstplatzierung, Gesamtwochen/‑monate, AuszeichnungChartplatzierungen (Jahr, Titel, Platzierungen, Wochen/Monate, Auszeichnungen, Anmerkungen) | Höchstplatzierung, Gesamtwochen/‑monate, AuszeichnungChartplatzierungen (Jahr, Titel, Platzierungen, Wochen/Monate, Auszeichnungen, Anmerkungen) | Anmerkungen                                                |
| Jahr | Titel                       | DE | AT | CH | Anmerkungen                                                |
| ---- | --------------------------- | --- | --- | --- | ---------------------------------------------------------- |
| 1968 | Weihnachten bin ich zu Haus | DE25 Gold · (2 Mt.)DE | — | — | Erstveröffentlichung: 15. Oktober 1968 Verkäufe: + 250.000 |

grau schraffiert: keine Chartdaten aus diesem Jahr verfügbar
Weitere Weihnachtsalben
- 1992: Festliche Weihnacht (Neuauflage der 1968er-LP)

### Werkausgaben
- 1992: Erinnerungen an Roy Black 1965–1968
- 1992: Erinnerungen an Roy Black 1969–1970
- 1992: Erinnerungen an Roy Black 1971–1974
- 1992: Erinnerungen an Roy Black 1976–1979
- 1994: Die Singles 1964–1968
- 1994: Die Singles 1969–1972
- 2001: Die Singles 1973–1978
- 2001: Meine Filme

## Singles

Plattencover von „Ganz in Weiß“

| Jahr | Titel Album                                                                                                | Höchstplatzierung, Gesamtwochen/‑monate, AuszeichnungChartplatzierungen (Jahr, Titel, Album, Platzierungen, Wochen/Monate, Auszeichnungen, Anmerkungen) | Höchstplatzierung, Gesamtwochen/‑monate, AuszeichnungChartplatzierungen (Jahr, Titel, Album, Platzierungen, Wochen/Monate, Auszeichnungen, Anmerkungen) | Höchstplatzierung, Gesamtwochen/‑monate, AuszeichnungChartplatzierungen (Jahr, Titel, Album, Platzierungen, Wochen/Monate, Auszeichnungen, Anmerkungen) | Anmerkungen                                                                                    | [↑]: gemeinsam behandelt mit vorhergehendem Eintrag; [←]: in beiden Charts platziert |
| Jahr | Titel Album                                                                                                | DE | AT | CH | Anmerkungen                                                                                    |                                                                                      |
| ---- | --- | --- | --- | --- | ---------------------------------------------------------------------------------------------- | ------------------------------------------------------------------------------------ |
| 1965 | Du bist nicht allein Roy Black                                                                             | DE4 (7 Mt.)DE | AT7 (1 Mt.)AT | — | Erstveröffentlichung: April 1965 Verkäufe: + 800.000                                           |                                                                                      |
| 1965 | Ganz in Weiß / I Need You (Englische Version) Roy Black                                                    | DE1 Platin · (3½ Mt.)DE | AT1 (5 Mt.)AT | — | Erstveröffentlichung: September 1965 Verkäufe: + 2.500.000                                     |                                                                                      |
| 1966 | Leg Dein Herz in meine Hände Roy Black                                                                     | DE3 (4½ Mt.)DE | AT4 (5 Mt.)AT | — | Erstveröffentlichung: April 1966                                                               |                                                                                      |
| 1966 | Frag nur Dein Herz Roy Black                                                                               | DE4 (6½ Mt.)DE | AT15 (3 Mt.)AT | — | Erstveröffentlichung: Juli 1966                                                                |                                                                                      |
| 1966 | Goodnight My Love Roy Black 2[DE: ↑]                                                                       | DE4 (6½ Mt.)DE | AT10 (2 Mt.)AT | — | Erstveröffentlichung: Juli 1966                                                                |                                                                                      |
| 1967 | Meine Liebe zu Dir –                                                                                       | DE2 (7½ Mt.)DE | AT5 (4 Mt.)AT | — | Erstveröffentlichung: Mai 1967                                                                 |                                                                                      |
| 1967 | Schenk mir ein Souvenir –[DE: ↑]                                                                           | DE2 (7½ Mt.)DE | AT13 (2 Mt.)AT | — | Erstveröffentlichung: Mai 1967                                                                 |                                                                                      |
| 1968 | Bleib bei mir –                                                                                            | DE3 (4½ Mt.)DE | AT3 (3 Mt.)AT | — | Erstveröffentlichung: Januar 1968                                                              |                                                                                      |
| 1968 | Wunderbar ist die Welt –                                                                                   | DE9 (3 Mt.)DE | AT9 (2 Mt.)AT | — | Erstveröffentlichung: Mai 1968                                                                 |                                                                                      |
| 1968 | Ich denk’ an Dich                                                                                          | DE2 (6 Mt.)DE | AT8 (4 Mt.)AT | — | Erstveröffentlichung: September 1968                                                           |                                                                                      |
| 1969 | Das Mädchen Carina Ich denk’ an Dich                                                                       | DE1 (5½ Mt.)DE | AT11 (3 Mt.)AT | — | Erstveröffentlichung: Mai 1969                                                                 |                                                                                      |
| 1969 | Dein schönstes Geschenk Concerto d’amour                                                                   | DE1 Gold · (6½ Mt.)DE | AT14 (2 Mt.)AT | CH3 (6 Wo.)CH | Erstveröffentlichung: November 1969 Verkäufe: + 1.000.000                                      |                                                                                      |
| 1969 | An einem Tag Concerto d’amour[DE: ↑]                                                                       | DE1 Gold · (6½ Mt.)DE | AT20 (2 Mt.)AT[CH: ↑] | CH3 (6 Wo.)CH | Erstveröffentlichung: November 1969                                                            |                                                                                      |
| 1970 | Wenn Du bei mir bist –                                                                                     | DE13 (2½ Mt.)DE | — | — | Erstveröffentlichung: Januar 1970                                                              |                                                                                      |
| 1970 | Ich hab’ geträumt das Glück kam heut’ zu mir Wo bist Du?                                                   | DE16 (2 Mt.)DE | — | — | Erstveröffentlichung: Juni 1970                                                                |                                                                                      |
| 1970 | Für dich allein (Du kannst nicht alles haben) Wo bist Du?                                                  | DE2 (31 Wo.)DE | AT15 (1 Mt.)AT | — | Erstveröffentlichung: Oktober 1970                                                             |                                                                                      |
| 1971 | Schön ist es auf der Welt zu sein / Da er det skønt å være til (Norwegische Version) Eine Liebesgeschichte | DE2 Gold · (33 Wo.)DE | — | CH5 (13 Wo.)CH | Erstveröffentlichung: Januar 1971 Verkäufe: + 500.000 mit Anita; erreichte Platz 3 in Norwegen |                                                                                      |
| 1972 | Eine Rose schenk’ ich Dir Träume in Samt und Seide                                                         | DE12 (13 Wo.)DE | — | — | Erstveröffentlichung: Januar 1972                                                              |                                                                                      |
| 1972 | Träume in Samt und Seide                                                                                   | DE27 (12 Wo.)DE | — | — | Erstveröffentlichung: Juni 1972                                                                |                                                                                      |
| 1972 | Mein Herz ist bei Dir Träume in Samt und Seide                                                             | DE33 (6 Wo.)DE | — | — | Erstveröffentlichung: Oktober 1972                                                             |                                                                                      |
| 1973 | Liebe ist kein Märchen Liebe wie sie Dir gefällt                                                           | DE44 (1 Wo.)DE | — | — | Erstveröffentlichung: Februar 1973                                                             |                                                                                      |
| 1977 | Sand in deinen Augen / Geef mij je hand (Niederländische Version) –                                        | DE11 (18 Wo.)DE | AT15 (3 Mt.)AT | — | Erstveröffentlichung: 4. April 1977                                                            |                                                                                      |
| 1980 | Fremde Erde –                                                                                              | DE27 (13 Wo.)DE | AT14 (2 Mt.)AT | — | Erstveröffentlichung: 1980                                                                     |                                                                                      |
| 1988 | Bella Bella Marie (Medley) Schwarz auf weiß                                                                | DE54 (12 Wo.)DE | — | — | Erstveröffentlichung: 16. Mai 1988                                                             |                                                                                      |
| 1990 | California Blue Ein Hauch von Sinnlichkeit                                                                 | DE59 (12 Wo.)DE | — | — | Erstveröffentlichung: Januar 1990                                                              |                                                                                      |
| 1991 | Frag Maria Rosenzeit                                                                                       | DE74 (6 Wo.)DE | — | — | Erstveröffentlichung: April 1991                                                               |                                                                                      |
| 1991 | Ich träume mich zu Dir Rosenzeit                                                                           | DE39 (16 Wo.)DE | — | — | Erstveröffentlichung: August 1991                                                              |                                                                                      |
| 1991 | Jeder braucht ’nen kleinen Flugplatz Rosenzeit                                                             | DE52 (7 Wo.)DE | — | — | Erstveröffentlichung: November 1991                                                            |                                                                                      |
| 1992 | Rosenzeit                                                                                                  | DE84 (2 Wo.)DE | — | — | Erstveröffentlichung: Februar 1992                                                             |                                                                                      |
| 1999 | Der Wanderpriester –                                                                                       | DE67 (2 Wo.)DE | — | — | Erstveröffentlichung: 25. Oktober 1999                                                         |                                                                                      |

grau schraffiert: keine Chartdaten aus diesem Jahr verfügbar
Weitere Singles
- 1964: My Little Girl (Verkäufe: + 1.000;[1] Roy Black with His Canons)
- 1964: Darling, My Love (Roy Black with His Canons)
- 1966: Rot ist dein Mund
- 1967: Quand une fille
- 1971: Weihnachten bin ich zu Haus
- 1972: Ave Maria
- 1973: Hier und mit dir
- 1973: Verliebt und froh und heiter (mit Anita)
- 1974: Willst du meine Königin sein
- 1974: Il silenzio
- 1976: Liebe, wie sie dir gefällt
- 1976: Liebt er dich wie ich dich liebe
- 1977: Die Liebe kommt oft über Nacht
- 1978: Trauriges Mädchen
- 1978: Heute abend feiern wir ein Fest
- 1978: Lucky (Original: Bernie Paul – Lucky)[5]
- 1979: Ein neuer Morgen
- 1979: Was muss noch geschehen
- 1981: Was geschieht mit mir
- 1983: Wilde Kirschen blühen früh
- 1985: Mona
- 1985: Wo geh’n wir hin
- 1986: In Japan geht die Sonne auf
- 1986: Wahnsinn
- 1987: Geträumt
- 1988: Kein Morgen danach
- 1988: So wie damals
- 1988: Rosen ohne Dornen
- 1989: So wie damals
- 1990: Ein kleines bisschen Zärtlichkeit
- 1990: Holiday am Wörthersee
- 1991: Wie ein Stern am Horizont

## Videoalben
- 1998: Du bist nicht allein – Die Roy-Black-Story
- 2004: Ein Wiedersehen mit Roy Black
- 2004: Halt mich in Erinnerung
- 2008: Komödien mit Roy Black
- 2011: Uschi Glas & Roy Black
- 2012: Spielfilm-DVD & Musik-CD-Edition

## Boxsets
- 1999: Ganz in Weiß
- 2014: Originale Album-Box

## Statistik

### Chartauswertung
|                     | DE     | AT    | CH    |
| ------------------- | ------ | ----- | ----- |
| Nummer-eins-Alben   | DE1DE  | AT—AT | CH—CH |
| Top-10-Alben        | DE6DE  | AT1AT | CH—CH |
| Alben in den Charts | DE21DE | AT4AT | CH1CH |

|                       | DE     | AT     | CH    |
| --------------------- | ------ | ------ | ----- |
| Nummer-eins-Singles   | DE3DE  | AT1AT  | CH—CH |
| Top-10-Singles        | DE12DE | AT8AT  | CH2CH |
| Singles in den Charts | DE27DE | AT16AT | CH2CH |

### Auszeichnungen für Musikverkäufe
Anmerkung: Auszeichnungen in Ländern aus den Charttabellen bzw. Chartboxen sind in ebendiesen zu finden.
| Land/RegionAuszeichnungen für Musikverkäufe (Land/Region, Auszeichnungen, Verkäufe, Quellen) | Gold     | Platin     | Verkäufe  | Quellen                           |
| -------------------------------------------------------------------------------------------- | -------- | ---------- | --------- | --------------------------------- |
| Deutschland (BVMI)                                                                           | 4× Gold4 | 2× Platin2 | 4.000.000 | musikindustrie.de Einzelnachweise |
| Österreich (IFPI)                                                                            | 3× Gold3 | —          | 75.000    | ifpi.at                           |
| Insgesamt                                                                                    | 7× Gold7 | 2× Platin2 |           |                                   |